# Sint-Stefanuskerk (Andorra la Vella)
De Sint-Stefanuskerk is een kerkgebouw aan Plaça del Príncep Benlloch in Andorra la Vella in Andorra. Het gebouw is een monument geregistreerd als cultureel erfgoed van Andorra.
De kerk is gewijd aan Sint-Stefanus

## Geschiedenis
In de 11e of 12e eeuw werd de kerk gebouwd.
In de 20e eeuw restaureerde men de kerk.

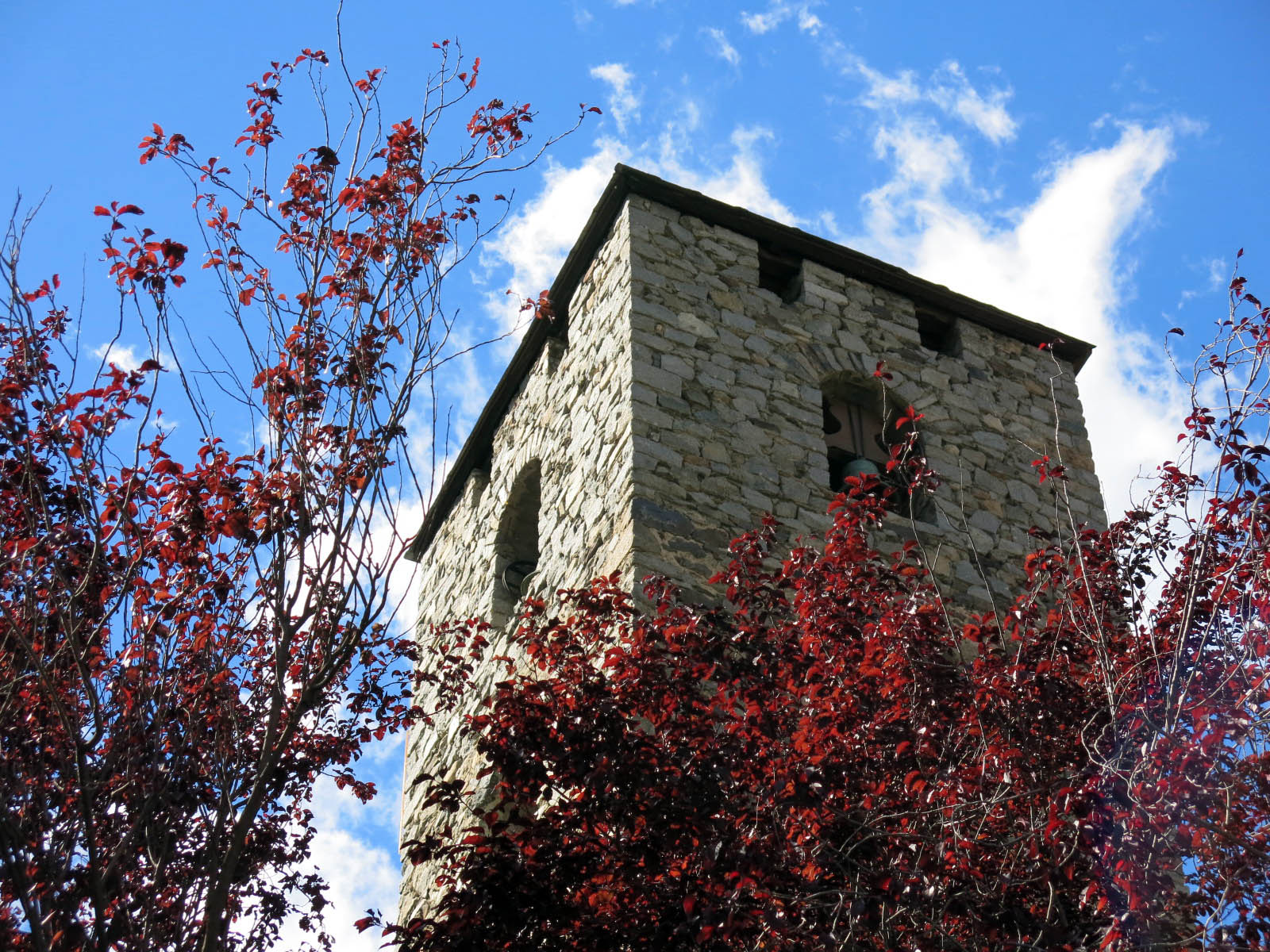
Detail van de toren
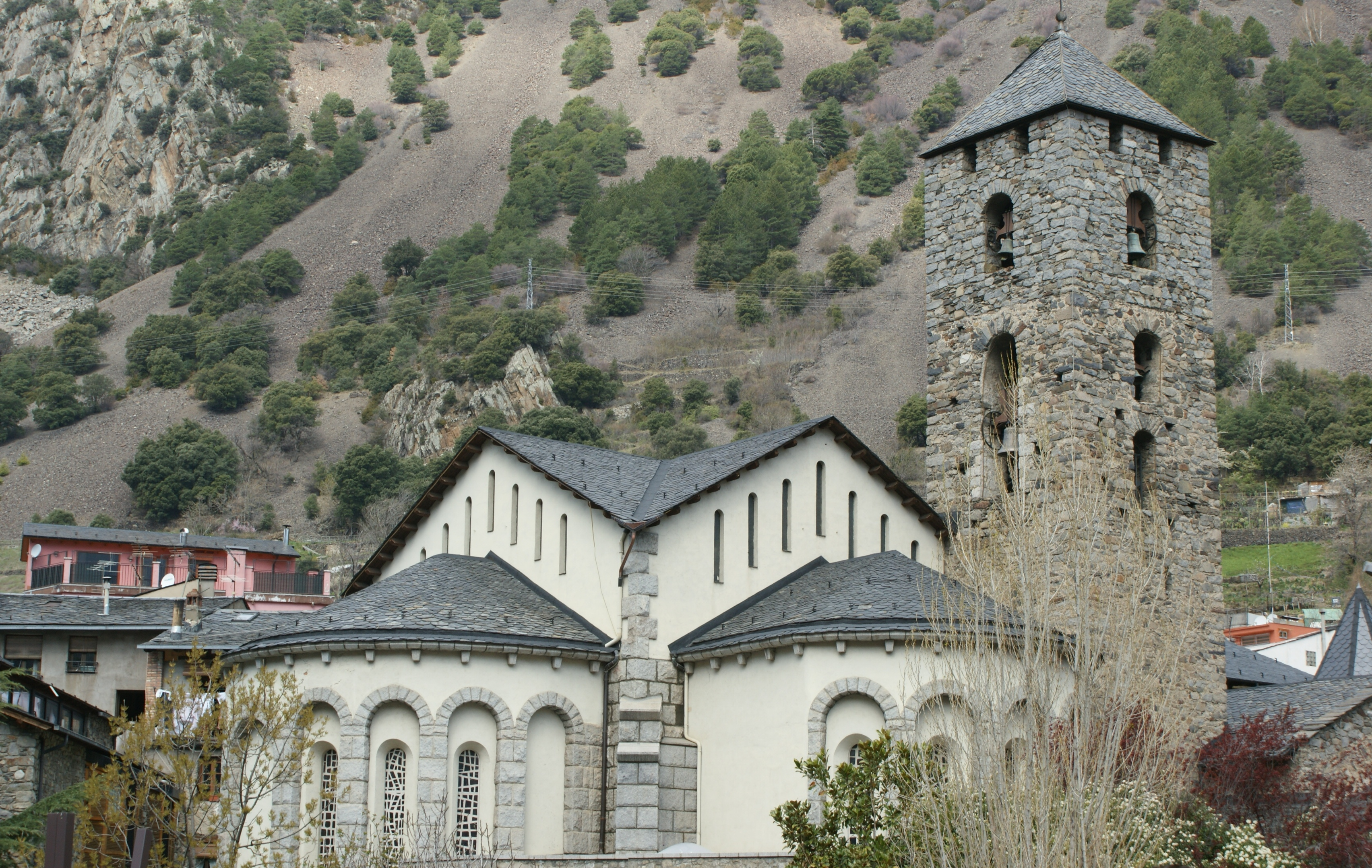